# Mamie Eisenhower

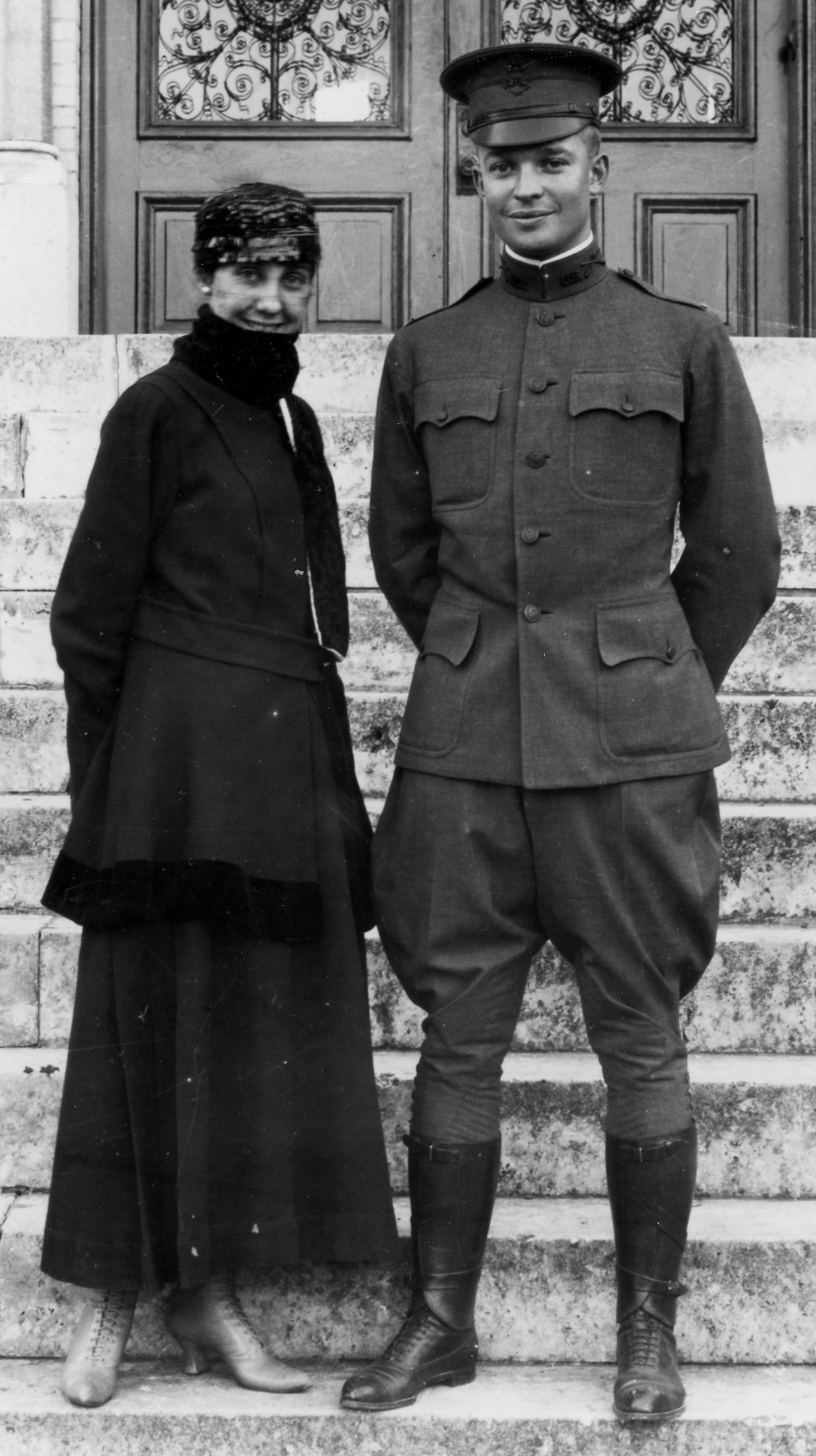
Z mężem w San Antonio (1916)

Mary „Mamie” Geneva Doud Eisenhower (ur. 14 listopada 1896 w Boone, zm. 1 listopada 1979 w Waszyngtonie) – w latach 1953–1961 pierwsza dama Stanów Zjednoczonych, żona 34. prezydenta USA Dwighta Eisenhowera.

## Życiorys
Mary Geneva Doud urodziła się 14 listopada 1896 roku w Borne, jako córka Johna Sheltona Doud i jego żony Elviry Matildy Carlson. Była skandynawskiego pochodzenia. Miała trzy siostry, z czego dwie przedwcześnie zmarły. W domu rodzinnym była nazywana „Mamie”. W 1902 roku rodzina Doud przeniosła się do Colorado Springs, a następnie do Denver, gdzie Mary chodziła do szkoły. Była przeciętną uczennicą, jednak miała talent muzyczny.
Swojego przyszłego męża, Dwighta Eisenhowera, poznała w 1915 roku w San Antonio, wizytując Fort Sam Houston. Rok później, w walentynki 1916, Dwight się oświadczył i został przyjęty. Młodzi chcieli odłożyć uroczystość do czasu, gdy Mamie skończy 20 lat, jednak udział USA w I wojnie światowej i perspektywa ewentualnego wysłania Ike’a na front, przyspieszyły plany małżeńskie. Ślub miał miejsce 1 lipca 1916 w domu panny młodej. W podróż poślubną pojechali do Eldorado Springs, a następnie do Abilene.
W ciągu pierwszych lat małżeństwa Eisenhowerowie często się przeprowadzali, w związku z karierą wojskową Dwighta. Mieszkali m.in. w Camp Colt (Pensylwania), Camp Benning (Georgia), Camp Medea, Camp Gailard (Strefa Kanału Panamskiego), Fort Logan (Kolorado) czy Fort Leavenworth. Mamie zajmowała się domem i nie ingerowała w życie żołnierskie męża. Prowadziła domowe finanse i wykonywała wszystkie obowiązki domowe, z wyjątkiem gotowania.
Od 1936 do 1940 roku Eisenhowerowie przybywali na Filipinach, gdzie Dwight otrzymał Krzyż za Wybitną Służbę od prezydenta Manuela Quezona. W 1941 roku otrzymał stopień generalski i został oddelegowany na front II wojny światowej. Spowodowało to trzyletnią rozłąkę małżonków. W tym czasie Mamie angażowała się w działalność Czerwonego Krzyża. Po powrocie Ike’a z wojny i publikacji „Krucjaty europejskiej” sytuacja finansowa Eisenhowerów znacznie się poprawiła. Kupili wówczas farmę pod Gettysburgiem, w której zamieszkali.
Na początku lat 50. Partia Republikańska wystawiła jego kandydaturę w wyborach prezydenckich. Mamie początkowo była sceptycznie nastawiona do kariery politycznej, jednak potem chętnie wzięła aktywy udział w kampanii, redagując teksty przemówień i występując na wiecach.
Gdy została pierwszą damą, Mamie nie chciała wpływać na decyzje polityczne męża i nie robiła tego. Nie deklarowała także swoich poglądów publicznie. Elita waszyngtońska oczekiwała od nowej pierwszej damy większej aktywności od poprzedniczki, Bess Truman. Jednak organizowała ona niewiele więcej przyjęć i nie utrzymywała kontaktów z prasą. Przez osiem lat mieszkania w Białym Domu zorganizowała tylko jedną konferencję prasową, 11 marca 1953 roku. Ze względu na jej upodobanie do różowych strojów i dekoracji, nadano jej przydomek „różowa pierwsza dama”. Ze względu na słabe zdrowie Dwighta, Mary miała wątpliwości czy mąż powinien kandydować na drugą kadencję. Jednak gdy zdecydował się powalczyć o reelekcję, poparła tę decyzję.
Po opuszczeniu Białego Domu, Eisenhowerowie powrócili na farmę pod Gettysburgiem. Mary nadal zajmowała się domem i czuwała nad podupadłym na zdrowiu mężu. Były prezydent zmarł 28 marca 1969 roku. Mamie nie angażowała się już w życie publiczne, poza wzięciem udziału w otwarciu ośrodka studenckiego im. Eisenhowera w West Point. Jesienią 1979 roku miała udar mózgu. Zmarła 1 listopada 1979 w Waszyngtonie.

## Życie prywatne
Mary Doud wyszła za mąż za Dwighta Eisenhowera 1 lipca 1916 roku w Denver. Ślub odbył się w obrządku prezbiteriańskim. Mieli dwóch synów: Douda Dwighta (ur. 1917, zm. 1921) i Johna Sheldona Douda (ur. 1922, zm. 2013).
W czasie II wojny światowej prasa rozpisywała się na temat romansu Dwighta z Angielką, Kay Summersby. Eisenhower miał rozważać rozwód i poślubienie Sommerrsby w 1945 roku. Odstąpił jednak od tego zamiaru i zerwał znajomość z konkubiną, gdy generał George Marshall zagroził mu wydaleniem z wojska. Pogłoski o romansie negatywnie odbiły się na zdrowiu psychicznym Mary i po niedługim czasie popadła w chorobę alkoholową.